# Observatorio de la Montaña Púrpura
El Observatorio de la Montaña Púrpura (en chino, 紫金山天文台; pinyin, Zĭjīnshān Tiānwéntái), también conocido como Observatorio Astronómico Zijinshan, es un observatorio astronómico localizado en la Montaña Púrpura, en Nankín, China.
El director del observatorio que más tiempo ha permanecido en el puesto desde su creación fue (de 1950 a 1984), Zhang Yuzhe (张钰哲) (Y. C. Chang).
El observatorio descubrió los cometas periódicos 60P/Tsuchinshan y 62P/Tsuchinshan, y el no periódico C/1977 V1 (Tsuchinshan), también conocido como Cometa 1977 X.
Desde allí han sido descubiertos numerosos asteroides, incluidos los troyanos: (2223) Sarpedón, (2260) Neoptólemo, (2363) Cebriones, (2456) Palamedes, al igual que el epónimo (3494) Purple Mountain.